# Noumenon
Noumenon betecknar i kantiansk filosofi det översinnliga, som bara kan uppfattas med förnuftet och som står i motsatsförhållande till fenomen, vilket kan erfaras genom sinnena.

## Etymologi
Det grekiska ordet noumenon (νοούμενoν), pluralis noumena (νοούμενα), är passiv particip av νοέω (noéō), "jag tror", "jag menar", som i sin tur härstammar från ordet nous (från νόος, νοῦς, "perception", "förståelse", "sinne"). En motsvarighet på svenska skulle kunna vara "något som är tänkt" eller "föremål för en handling av tanken".

## Konceptet i den prekantianska filosofin
Platonska idéer och former är noumena, och fenomen är saker som visar sig genom sinnena.[...] att noumena och den noumenala världen är objekt av högsta kunskap, sanningar och värderingar är Platons främsta arv till filosofin.

## Kants tillämpning
Noumenon kom till sin moderna användning genom Immanuel Kant. Han talade om tinget i sig (tyska das Ding an sich) som en filosofisk term. 
Noumenon skiljer sig från fenomen genom att det sistnämnda är en observerbar händelse eller fysisk manifestation som kan observeras av en eller flera av de mänskliga sinnena. De två orden fungerar som sammanhängande tekniska termer i Kants filosofi. Som det uttrycks i Kants Kritik av det rena förnuftet är mänsklig förståelse strukturerad av "begrepp i förståelsen", eller medfödda kategorier av förståelse som sinnet använder för att göra känsla av rå ostrukturerad erfarenhet.
Sammantaget är Kants "kategorier av förståelse" beskrivningar av summan av mänskligt resonemang som kan tas tillvara i försök att förstå den värld i vilken vi existerar (det vill säga att förstå, eller försöka förstå, "ting i sig själva"). Ordet transcendental avser den process som det mänskliga sinnet använder alltmer för att förstå eller greppa formen av och ordning bland fenomen.
Enligt Kant är föremål som vi är förnuftigt medvetna om bara representationer av okända någonting – vad Kant kallar det transcendentala objektet – som tolkas a priori eller genom kategorier av förståelsen. Dessa okända någonting manifesteras inom noumenon, även om vi aldrig kan veta hur eller varför våra uppfattningar om dessa okända någonting är bundna av begränsningarna i kategorierna av förståelsen och vi därför aldrig till fullo kan känna "ting-i-sig själv".
Kant menar, att vi måste skilja mellan tinget i sig (världen som den är i sig själv) och tinget för mig (världen som den ter sig för oss då vi underkastat den våra kunskapsformer). Om tinget i sig vet vi ingenting mer än att det existerar och ger oss de intryck, det "råmaterial" som vi ordnar efter principerna tid, rum, kausalitet, enhet, mångfald etc. Kant funderar alltså inte över verkligheten som sådan, hur den egentligen är, utan över verkligheten som vi uppfattar den. Verkligheten som sådan kallar han "tinget i sig" och verkligheten som vi uppfattar den "tinget för oss". Kants filosofi har alltså kunskapsteorin som mål, inte ontologin.

## Kritik av Kants noumenon

### Prekantiansk kritik
Även om termen noumenon inte kom i allmänt bruk före Kant, har den historiskt utsatts för kritik. George Berkeley som föregick Kant hävdade att den, oberoende av ett observant sinne, var metafysiskt omöjlig. Kvaliteter som förknippas med materia, såsom form, färg, lukt, konsistens, vikt, temperatur och ljud var alla beroende av sinnen, vilket bara tillät en relativ uppfattning, inte absolut uppfattning. Den totala avsaknaden av sådana sinnen (och ännu viktigare ett allsmäktigt sinne) skulle göra samma kvaliteter icke observerbara och även otänkbara. Berkeley kallar denna filosofi för immaterialism. I huvudsak kan det inte finnas något sådant som materia utan sinnen.

### Schopenhauers kritik
Arthur Schopenhauer hävdar, att Kant använde ordet felaktigt. Han förklarade detta i sin Kritik av Kants filosofi, som först publicerades som bilaga till Världen som vilja och föreställning. Noumenons ursprungliga betydelse av "det som är tänkt" är inte kompatibel med "tinget i sig"; den senare betydelsen anger saker som de existerar skilt från bilderna i huvudet på en observatör.